# 1/4 + 1/16 + 1/64 + 1/256 + …
數學上，1/4 + 1/16 + 1/64 + 1/256 + ...是一無窮級數，在數學史上是其中一個較早給算出總和的例子，由阿基米德於公元前250-200年發現，其總和為1/3。一般來說，對於任何一個 a，若等比數列的第一項是 a，而公比為1/4，其收斂總和如下：
{\displaystyle a+{\frac {a}{4}}+{\frac {a}{4^{2}}}+{\frac {a}{4^{3}}}+\cdots ={\frac {4}{3}}a.}

## 圖像示範

3s = 1

通常以正方形和三角形來展示「1/4 + 1/16 + 1/64 + 1/256 + ...」這一無窮級數；將一個正方形或一個三角形分成四等分，每一分的面積為原先的四分一，並不斷重複（如圖左）。
假設圖左的正方形面積為1，則最大的黑色正方形面積為（1/2）x（1/2）= 1/4。同樣地，第二大黑色正方形的面積為1/16，第三大黑色正方形面積為1/64。如此類推，黑色正方形占的所有面積為1/4 + 1/16 + 1/64 + ...，這也是所有灰色正方形或所有白色正方形所占的面積。由於這三種顏色的正方涵蓋正個原先的正方形，數學上寫成：
{\displaystyle 3\left({\frac {1}{4}}+{\frac {1}{4^{2}}}+{\frac {1}{4^{3}}}+{\frac {1}{4^{4}}}+\cdots \right)=1.}

3s = 1

同樣的幾何方法也適用於三角形，如圖右。如果大三角形的面積為1，則最大的黑色三角形的面積為 1/4，依此類推。另外，整個圖案與其中的上部分次小三角形中的圖案，具有自相似的性質。若圖案不斷重複，將形成一個謝爾賓斯基三角形。

## 阿基米德

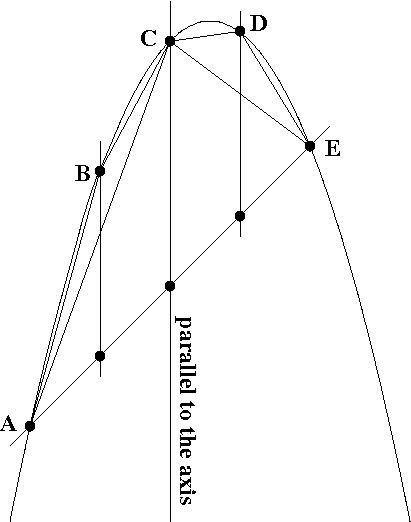
拋物線的求積

阿基米德在其《拋物線的求積》中，以穷竭法求拋物線內的面積，在過程中牽涉到一系列的三角形。左圖有一拋物線，其中AE為割線，被分成相等線段，阿基米德證明三角形CDE和三角形ABC的和是三角形ACE面積的 1/4。然後，他分別在三角形CDE和三角形ABC上相似地各畫上兩個三角，這四個三角的面積總和為三角形CDE和三角形ABC的 1/4。如此類推，他證明拋物線與割線之間的面積是三角形ACE的4/3。
命題23：設一系列的面積 A , B , C , D , … , Z , 其中 A 最大，而每個面積為下一個面積的4倍，則：
{\displaystyle A+B+C+D+\cdots +Z+{\frac {1}{3}}Z={\frac {4}{3}}A.}
為證明以上命題，阿基米德先計算：
{\displaystyle {\begin{array}{rcl}\displaystyle B+C+\cdots +Z+{\frac {B}{3}}+{\frac {C}{3}}+\cdots +{\frac {Z}{3}}&=&\displaystyle {\frac {4B}{3}}+{\frac {4C}{3}}+\cdots +{\frac {4Z}{3}}\\[1em]&=&\displaystyle {\frac {1}{3}}(A+B+\cdots +Y).\end{array}}}
別一方面：
{\displaystyle {\frac {B}{3}}+{\frac {C}{3}}+\cdots +{\frac {Y}{3}}={\frac {1}{3}}(B+C+\cdots +Y).}
將這方程式減去之前的方程式：
{\displaystyle B+C+\cdots +Z+{\frac {Z}{3}}={\frac {1}{3}}A}
再在方程式兩面各加上A，以得到最終結果
現今，1 + 1/4 + 1/16 + ... 的標準寫法如下：
{\displaystyle 1+{\frac {1}{4}}+{\frac {1}{4^{2}}}+\cdots +{\frac {1}{4^{n}}}={\frac {1-\left({\frac {1}{4}}\right)^{n+1}}{1-{\frac {1}{4}}}}.}